# میرکو والنتیچ
میرکو والنتیچ (به انگلیسی: Mirko Valentić؛ زادهٔ ۱۹ سپتامبر ۱۹۳۲ – درگذشتهٔ ۱۸ ژانویهٔ ۲۰۲۵) تاریخ نگار اهل کرواسی بود.